# Couronne Tudor

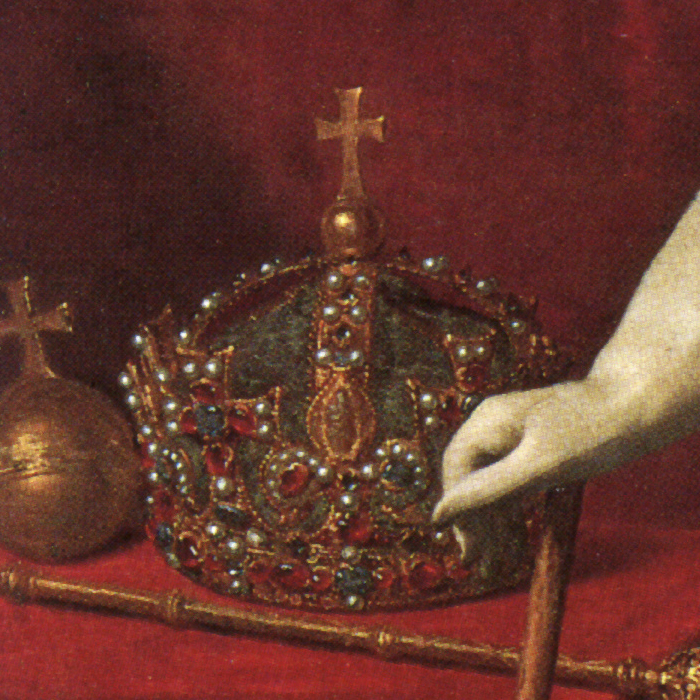
La couronne dans un portrait de Charles Ier.

La couronne Tudor, également connue sous le nom de couronne d'Henri VIII, était la couronne impériale et d'État des monarques anglais de l'époque d'Henri VIII jusqu'à sa destruction pendant la Première Révolution anglaise en 1649. Elle a été décrite par l'historien de l'art Sir Roy Strong comme « un chef-d'œuvre de l'art de la joaillerie Tudor précoce », et sa forme a été comparée à la couronne du Saint-Empire romain. 

## Description
Sa date de fabrication est inconnue, mais Henri VII ou son fils et successeur Henri VIII a probablement commandé la couronne, documentée pour la première fois par écrit dans un inventaire de 1521 des bijoux d'Henri VIII, nommant la couronne comme « la couronne d'or du roi ». Plus élaboré que son prédécesseur médiéval, il avait à l'origine deux arches, cinq croix pattées et cinq fleurs de lys, et était décoré d'émeraudes, de saphirs, de rubis, de perles, de diamants et, à une certaine époque, du Rubis du Prince Noir (un gros spinelle). Au centre des pétales des fleurs de lys se trouvaient des figurines en or et en émail de la Vierge Marie, saint George et trois images du Christ. Dans un effort d'Henri VIII pour assurer sa position à la tête de la nouvelle Église d'Angleterre, les figures du Christ ont été supprimées et remplacées par trois rois d'Angleterre : saint Edmond, saint Édouard le Confesseur et Henri VI, qui à cette époque était également vénéré comme un saint. La couronne est à nouveau mentionnée en 1532, 1550, 1574 et 1597.

## Destin

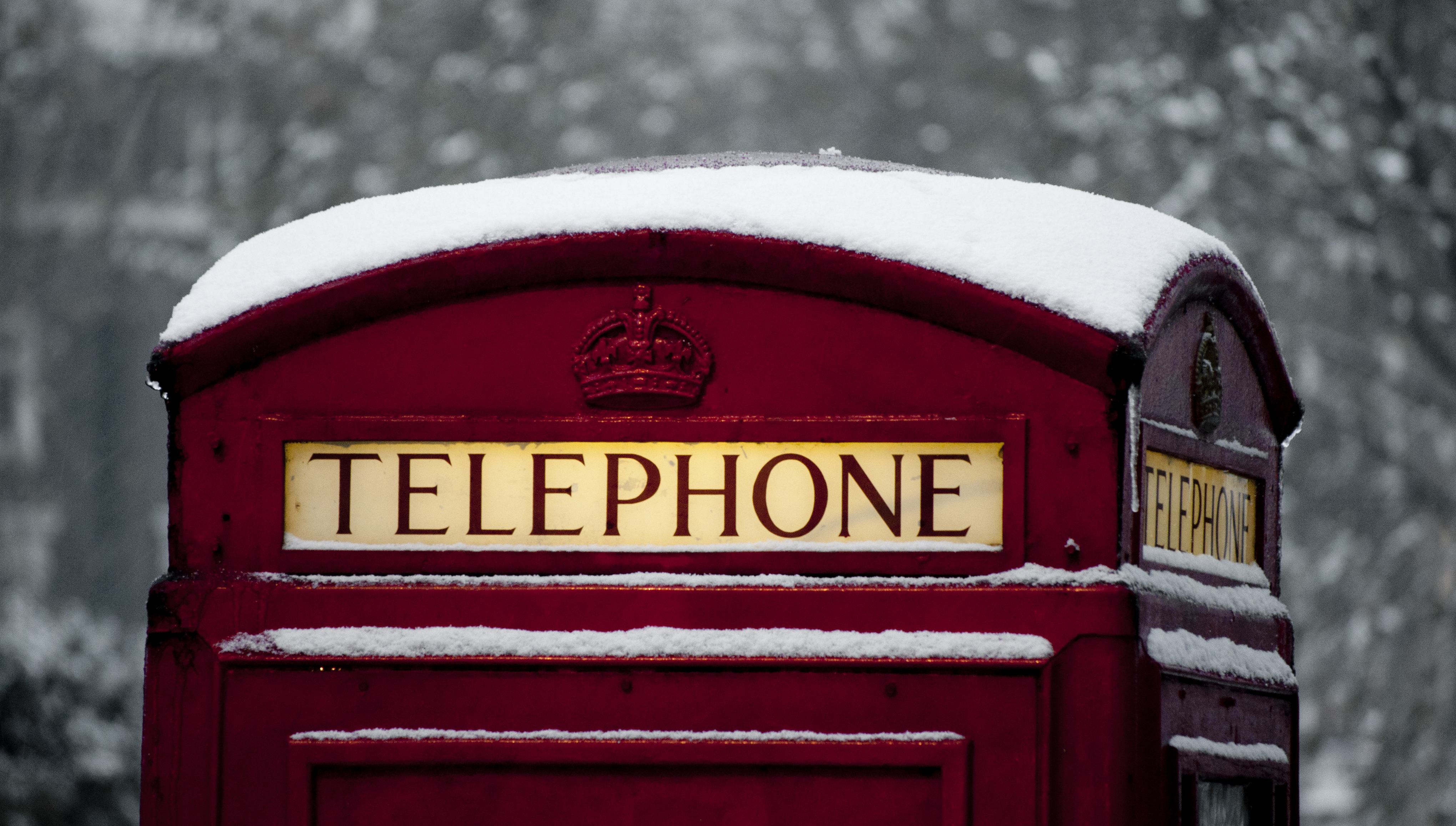
La couronne Tudor sur une cabine téléphonique rouge à Londres.

Après la mort d'Élisabeth Ire et la fin de la dynastie Tudor, les Stuart arrivent au pouvoir en Angleterre. Jacques Ier et Charles Ier sont connus pour avoir porté la couronne. À la suite de l'abolition de la monarchie et de l'exécution de Charles Ier en 1649, la couronne Tudor fut démantelée et ses précieux composants vendus pour 1 100 £. Selon un inventaire dressé pour la vente des biens du roi, il pesait 7 lb 6 oz troy (2,8 kg). 
L'une des figurines royales a peut-être survécu : une statuette d'Henri VI correspondant à la représentation contemporaine de la couronne a été découverte en 2017 par le détecteur de métaux Kevin Duckett. L'emplacement, « à Great Oxendon […] entre Naseby et Market Harborough », était sur la route empruntée par Charles Ier d'Angleterre alors qu'il s'enfuyait après la bataille de Naseby et peut avoir été perdu à ce moment-là. La figurine figurait probablement sur la couronne d'Henri VIII selon certaines sources. En février 2021, la figure était détenue au British Museum pour évaluation et recherches ultérieures. Selon l'historienne et biographe de Charles Ier, Leanda de Lisle, « la couronne a été fondue sur les ordres d'Oliver Cromwell mais on pense que la figurine — qui était l'une des nombreuses ornant le trésor royal — aurait déjà pu être retirée ». 

## Utilisation en héraldique
De 1902 à 1953, une image stylisée de la couronne Tudor a été utilisée dans les armoiries, insignes, logos et divers autres insignes dans les royaumes du Commonwealth pour symboliser la couronne et l'autorité royale du monarque.
Elle peut être encore vue sur quelques vieilles cabines téléphoniques rouges au Royaume-Uni.
En 2022, Charles III a choisi un chiffre en utilisant cette couronne Tudor. 

## Réplique
En 2012, une réplique de la couronne, basée sur des recherches menées par Historic Royal Palaces, a été réalisée par le joaillier royal à la retraite Harry Collins, en utilisant d'authentiques techniques de travail des métaux Tudor et 344 perles et pierres précieuses. Il est exposé dans le cadre d'une exposition dans la chapelle royale du château de Hampton Court.